# Cardiomiócito
Cardiomiócito é a fibra muscular cardíaca.

## Estrutura
Apresenta estrutura diferente da Fibra muscular lisa e da Fibra muscular esquelética, devido as particularidades do funcionamento do coração.

## Funcionamento
- Apresenta potencial de automatismo, ou seja, de ter contrações musculares espontâneas e cíclicas.
- Isto ocorre por movimentos de íons através da membrana celular.
- O ciclo de movimentos iônicos em uma célula excitável, como é o Cardiomiócito,  é chamado de Potencial de ação.

## Irrigação de sangue da celula
- a célula tem de ser sempre bem irrigada por sangue, pois, se houver a falta de irrigação de sangue nas Cardiomiócito ira resultar em um infarto do miocardio (musculo responsável pelas rigorosas contrações involuntarias do coração).